# 1963年の大洋ホエールズ
1963年の大洋ホエールズでは、1963年の大洋ホエールズの動向をまとめる。
この年の大洋ホエールズは、三原脩監督の4年目のシーズンである。

## 概要
1962年に阪神と最後まで優勝争いをしたものの2位に終わり、三原監督は必勝を期してユニフォームのメインカラーをオレンジから赤に変更。ホーム用の「Whales」ロゴと、ビジター用の「TAIYO」ロゴが赤くなったチームは「今年こそ優勝だろう」と評論家に予想された。しかしチームは開幕から巨人・中日の後塵を拝して6月まで最下位に転落するなど、全くいいところがなかった。それでも7月以降は4位に浮上し前年優勝の阪神に2.5ゲームと肉薄するが、終盤になって負けが込み辛うじて最下位こそ免れるものの、借金20の5位に終わった。投手陣は稲川誠や秋山登や島田源太郎が奮闘するものの、秋山は長年の疲労から13勝14敗と負け越しチーム防御率もリーグ5位に終わり、正捕手の土井淳も島野雅亘や伊藤勲にマスクを譲る試合が多くなるなど、世代交代の足音が聞こえ始めた。打撃陣はリーグ3位の110本塁打とメガトン打線は打ちまくったが、それ以外では併殺打や失策も目立った。対戦成績では優勝の巨人に9勝18敗1分、2位中日には11勝17敗と両球団に大きく負け越した。シーズン終了後、赤色主体のユニフォームはわずか1年でお蔵入りとなり、翌年からロゴが黒に赤の縁取りに変更された。ただし赤色のユニフォームは練習用として1967年まで使用された。

## チーム成績

### レギュラーシーズン
| 1 | 三 | アグウィリー |
| 2 | 左 | 黒木基康     |
| 3 | 一 | 近藤和彦     |
| 4 | 遊 | 桑田武       |
| 5 | 右 | 森徹         |
| 6 | 中 | 長田幸雄     |
| 7 | 二 | 近藤昭仁     |
| 8 | 捕 | 島野雅亘     |
| 9 | 投 | 稲川誠       |

| 順位 | 4月終了時 | 4月終了時 | 5月終了時 | 5月終了時 | 6月終了時 | 6月終了時 | 7月終了時 | 7月終了時 | 8月終了時 | 8月終了時 | 9月終了時 | 9月終了時 | 最終成績 | 最終成績 |
| ---- | --------- | --------- | --------- | --------- | --------- | --------- | --------- | --------- | --------- | --------- | --------- | --------- | -------- | -------- |
| 1位  | 巨人      | --        | 巨人      | --        | 巨人      | --        | 巨人      | --        | 巨人      | --        | 巨人      | --        | 巨人     | --       |
| 2位  | 中日      | 1.5       | 中日      | 3.0       | 中日      | 8.5       | 中日      | 10.0      | 中日      | 6.0       | 中日      | 4.0       | 中日     | 2.5      |
| 3位  | 広島      | 5.0       | 広島      | 7.5       | 国鉄      | 14.5      | 国鉄      | 17.0      | 阪神      | 18.0      | 阪神      | 16.5      | 阪神     | 14.5     |
| 4位  | 阪神      | 7.0       | 国鉄      | 8.0       | 阪神      | 15.5      | 大洋      | 20.5      | 大洋      | 21.0      | 大洋      | 19.0      | 国鉄     | 18.0     |
| 5位  | 国鉄      | 7.5       | 阪神      | 11.0      | 広島      | 16.5      | 阪神      | 20.5      | 国鉄      | 22.0      | 国鉄      | 19.5      | 大洋     | 24.0     |
| 6位  | 大洋      | 9.0       | 大洋      | 12.5      | 大洋      | 17.0      | 広島      | 22.0      | 広島      | 26.0      | 広島      | 25.0      | 広島     | 25.0     |

| 順位 | 球団             | 勝 | 敗 | 分 | 勝率 | 差   |
| 1位  | 読売ジャイアンツ | 83 | 55 | 2  | .601 | 優勝 |
| 2位  | 中日ドラゴンズ   | 80 | 57 | 3  | .584 | 2.5  |
| 3位  | 阪神タイガース   | 69 | 70 | 1  | .496 | 14.5 |
| 4位  | 国鉄スワローズ   | 65 | 73 | 2  | .471 | 18.0 |
| 5位  | 大洋ホエールズ   | 59 | 79 | 2  | .428 | 24.0 |
| 6位  | 広島カープ       | 58 | 80 | 2  | .420 | 25.0 |

## オールスターゲーム
| ファン投票 | 近藤和彦 |      |
| 監督推薦   | 稲川誠   | 森徹 |
| 補充選手   | 秋山登   |      |

## 表彰選手
| リーグ・リーダー |
| ---------------- |
| 受賞者なし       |

| ベストナイン | ベストナイン | ベストナイン |
| 選手名       | ポジション   | 回数         |
| ------------ | ------------ | ------------ |
| 近藤和彦     | 外野手       | 3年連続3度目 |